# Heinrich II. Reuß von Plauen
Heinrich II. Reuß (* um 1289 in Plauen; † 18. Dezember 1350) war Vogt und Herr von Plauen (jüngere Linie) (1303–1306) und Herr zu Greiz (1306–1350).

## Abstammung
Heinrich II. war der Sohn Heinrich des Jüngeren, dem „Reußen“, und Gräfin Jutta von Schwarzburg-Blankenburg.
Er wurde erstmals urkundlich am 14. Februar 1301 erwähnt. In einer weiteren Urkunde im Jahr 1302 wurde er als Heinrich von Schwarzburg bezeichnet, was Berthold Schmidt zur Vermutung führte, dass seine erste Gemahlin Sophie eine Gräfin aus dem Haus Schwarzburg war.
Nach 1303, dem Tod seines Großvaters Heinrich I., in der Phase der dreijährigen gemeinsamen Regierung mit seinem älteren Cousin Heinrich III. von Seeberg, trug Heinrich II. den Beinamen „der Jüngere“.

## Teilung von 1306
Bei der 1306 erfolgten Teilung zwischen den beiden Cousins erhielt Heinrich II. die Herrschaft Greiz mit Werdau, Reichenbach, Mylau, Ronneburg, Schmölln und Reichslehen im Pleißner Land. Im Vertrag vom 31. Dezember 1306 von Bobenneukirchen einigten sich dann alle Vögte über ihre Verhältnisse im Regnitzland.
Ab 1307 wurde er Heinrich der Reuße genannt und machte den Beinamen zum Familiennamen. Seine zwei jüngeren Brüder traten in den Deutschen Orden ein, wobei der jüngste Heinrich Reuß von Plauen zu Greiz 1335 Landkomtur von Kulm und von 1336 bis 1338 Großkomtur des Deutschen Ordens war.

## Der ständige Überlebenskampf
In den Jahren 1306/07 hatten Heinrich II. Reuß und Heinrich III. von Seeberg an der Seite der Wettiner gegen König Albrecht I. von Habsburg gestanden. Der wettinische Markgraf Friedrich der Freidige schlichtete am 28. Januar 1310 einen Streit zwischen den beiden Cousins auf der einen und den Vögten von Gera auf der anderen Seite. Doch bereits am 7. Januar 1312 erschienen Heinrich II. Reuß und alle anderen Vögte persönlich in Prag bei König Johann von Böhmen, um mit ihm als Reichsverweser ein Kriegsbündnis gegen den Markgrafen zu schließen. Als am 14. August 1314 kriegerische Auseinandersetzungen zwischen Markgraf Friedrich gemeinsam mit dem Burggrafen von Nürnberg gegen Heinrich von Gera um Schleiz ausbrachen, stand Heinrich II. an der Seite des Wettiners, während Heinrich III., seit 1312 der Lange genannt, auf Seite der Geraer kämpfte. Am 8. April 1315 mischte sich der neue deutsche König, Ludwig IV., der Bayer, zugunsten der Vögte in den Streit ein und ernannte Heinrich II. Reuß, Heinrich den Langen und die beiden Geraer Vögte zu Landrichtern über das Pleißner Land und die Städte Altenburg, Zwickau und Chemnitz. Außerdem bestätigte der König am 17. Mai 1316 alle den Vögten von seinen Vorgängern verliehenen Rechte, Gnadenbeweise und Freiheiten. Am 28. September 1316 lenkte Friedrich in einen Waffenstillstand ein und im Vertrag von Weißenfels vom 1. November 1316 durften die Vögte von Gera Schleiz mit Saalburg und Burgk behalten, verzichteten aber auf das Landrichteramt. Unter der Vermittlung Heinrich II. Reuß kam dann am 12. Mai 1317 ein Vertrag über das Bergwerk Hohenforst bei Kirchberg zwischen den Vögten von Gera, Heinrich III., dem Langen, und ihm und Markgraf Friedrich zustande.

## Vormund von Markgraf und Königssohn
Als nach 1320 der gesundheitliche Zustand Friedrich des Freidigen immer schlechter wurde, wurden Heinrich von Schwarzburg und Heinrich II. Reuß zu Vormunden Friedrich des Ernsthaften bestellt.
Auch zum König müssen sehr gute Beziehungen bestanden haben, denn am 22. Januar 1323 bestätigte dieser Heinrich all seine Besitzungen und Hoheitsrechte. Dass Heinrich noch im Sinn der Familienpolitik der Vögte von Weida dachte, zeigt eine Urkunde vom 15. August 1324. Mit dieser überschrieb er seinem „Vetter“ Heinrich von Gera, Komtur des Deutschen Ordens zu Reichenbach, etliche Güter im Bereich der Pfarre Reichenbach.
Während nach dem Tod des alten Markgrafen am 16. November 1323 Heinrich von Schwarzburg die Geschäfte in Thüringen übernahm, wurde Heinrich II. Hauptmann in Meißen, dem Oster- und dem Pleißner Land. Wahrscheinlich war es Heinrich II., der die Familienverbindung zwischen den Wittelsbachern und den Wettinern herstellte. Sein Mündel Friedrich verlobte sich mit der Tochter des Königs. Als Ende des Jahres 1324 Heinrich von Schwarzburg bei einem Kriegszug starb, wurde Heinrich II. alleiniger Vormund Friedrich des Ernsthaften. Dieser bezeichnete ihn im April 1325 als „Hauptmann unseres Landes“ und belehnte ihn mit Schloss Waldeck, einigen Dörfern bei Jena und mit Burg und Stadt Pölzig im Altenburgischen.
Auf dem Höhepunkt seiner Macht gelangte Heinrich II., als ihn König Ludwig 1326 in den Vormundschaftsrat seines Sohnes, des gleichfalls noch unmündigen Markgrafen Ludwig von Brandenburg, berief. Im darauffolgenden Jahr verlieh ihm Ludwig die Reichsfeste Gleisberg an der Saale, die heutige Kunitzburg, erteilte ihm das Bergregal und die Zustimmung zu den Belehnungen mit den Festen Triptis, Ziegenrück und Auma durch den Markgrafen. Diesen begleitete er im Juli 1327 in mehrere märkische Städte.

## Erste Risse
Ganz anders war die Politik Heinrich III., des Langen von Plauen. Sein loses Lehnsverhältnis zu dem weit entfernten Grafen von Everstein bot ihm keinen Schutz vor den Wettinern. Vermutlich machte ihn die Politik Heinrich II. Angst, weshalb er 1327 seine Besitzungen dem böhmischen König Johann aufließ und sie von ihm zu Lehen nahm. Bei der ersten großen Rechnungslegung Heinrich II. vor Friedrich und thüringischen und meißnischen Herren und Rittern am 20. Februar 1328 in Buttelstedt blieben die Unstimmigkeiten noch verdeckt. Nutzte Heinrich seine Vormundschaft aus oder war sie Friedrich, inzwischen 18-jährig, einfach lästig geworden? Das Verhältnis zu Ludwig, seit 1328 Kaiser, blieb ungetrübt. 1329 übertrug ihm dieser das reichsunmittelbare Schloss Treuen.

## Die vogtländische Goldene Bulle
Am 24. Juni 1329 begnadete Kaiser Ludwig Heinrich II. Reuß und alle Vögte von Plauen, Gera und Weida mit einem im norditalienischen Pavia ausgestellten Regalienbrief, einer auf Pergament geschriebenen mit einem goldenen Siegel versehenen Urkunde. In dieser nannte der Kaiser die Vögte „principales ministeriales“ (fürstenartige Dienstmannen). Mit dieser Urkunde erhielten die Vögte die Rechte für den Landesheerbann, den Blutbann, für Steuererhebungen, für Geleit, Jagd, Fischerei, Bergbau und das Münzrecht. Diese Urkunde bildete den Grundstein für die Landeshoheit der Vögte.

## Bruch mit den Wettinern
Wann diese Urkunde bei den Vögten eintraf, ist unbekannt. Aber bereits am 6. August 1329 bat Heinrich II. Reuß den Markgrafen um seine Entlassung als Vormund. Dem Kaiser passte dieser Schritt nicht in seine Politik, aber der Bruch zwischen Heinrich und Friedrich war da. Ganz offensichtlich wurde dies, als Heinrich im September 1329 Schloss Stein, später als Posterstein bezeichnet, an den böhmischen König aufließ und dann von ihm zum Lehen nahm. Es war ein direkter Affront gegen Markgraf Friedrich.
Als Mitte 1331 die Wettiner eine förmliche Anklageschrift verfassten, alle dem Reußen gemachten Belehnungen so darstellten, dass Heinrich Friedrich dazu überredet hätte, ja dass Heinrich dem Markgrafen sogar nach dem Leben getrachtet hätte, war der Bruch für alle sichtbar.
Nachdem bereits kriegerische Auseinandersetzungen stattfanden, kam es am 24. August 1331 in Nürnberg zu einem Vermittlungsversuch mit einem kaiserlichen Schiedsspruch. Von einem Anschlag auf den Markgrafen war nicht mehr die Rede, allerdings musste Heinrich alle Belehnungen des Markgrafen zurückgeben, wurde in Geld abgefunden und für erlittene persönliche Schäden sollte er sich ans Reich halten. Aber erst am 1. August 1332 konnte der Streit in Nürnberg beigelegt werden, wobei es im Wesentlichen beim kaiserlichen Schiedsspruch blieb.
Heinrich II. Reuß blieb aber weiterhin auf der Suche nach möglichen Verbündeten. Am 7. September 1332 schloss er mit Heinrich dem Langen von Plauen und dem Bischof Heinrich von Naumburg ein Schutz- und Trutzbündnis gegen den Markgrafen ab. Kurze Zeit später kam es zu einem Aufstand des Grafen von Schwarzburg und Orlamünde und der Städte Erfurt und Mühlhausen gegen den Markgrafen, dem sich Heinrich II., Heinrich der Lange und der Naumburger Bischof anschlossen und der erst am 29. Juni 1335 mit dem Friedensschluss von Eisenach zugunsten des Markgrafen endete.

## Zaghafte Wiederannäherung
Unter Vermittlung des Kaisers kam es am 19. August 1337 zwischen allen Vogtlinien und dem Markgrafen zu einem Vertrag, der den Streit um das Bergwerk Hohenforst bei Kirchberg beendete und den Vögten ihre Rechte anerkannte.
Nach wie vor stand Kaiser Ludwig zu seinen Vögten. Am 27. April 1338 im Hoflager zu Frankfurt/Main ließ es sich der Kaiser nicht nehmen, Heinrich II. Reuß förmlich aus der Vormundschaft Friedrich des Ernsthaften zu entlassen, neun Jahre nachdem sich deren Wege real getrennt hatten. Der Markgraf verpfändete dabei die Feste Freyburg an Heinrich.
Als 1342 Markgraf Friedrich Schloss und Grafschaft Orlamünde erwarb, kam es zwischen den Wettinern und einem großen Fürsten- und Herrenbund zur sogenannten Grafenfehde. Am 1. September 1342 schloss sich Heinrich dem Markgrafen an und bereits am 6. September schloss dieser mit den Vögten einen Sonderfrieden ab und versicherte sich so deren Neutralität. Als die Fehde 1343 erneut ausbrach, waren Heinrich II. Reuß und die anderen Vögte nicht unter den Gegnern des Markgrafen.
Die ersten politischen Gedanken oder auch Taten Friedrichs des Ernsthaften ältesten Sohnes, Friedrich des Strengen, veranlassten wohl Heinrich II. Reuß, Heinrich den Älteren von Weida und die beiden Vögte von Plauen am 15. Oktober 1349 einen Brief an Karl IV., den böhmischen König und Kaiser des Reiches zu schreiben und ihn daran zu erinnern, dass die Plauener seit 1327 Lehnsmänner des böhmischen Königs waren und dass Heinrich II. seit September 1329 Schloss Posterstein von Böhmen zum Lehen hatte. Nur einen reichlichen Monat später, am 18. November 1349 verstarb Friedrich der Ernsthafte.
Heinrich II. Reuß überlebte sein ehemaliges Mündel um 13 Monate. Er starb am 18. Dezember 1350.

## Ehe und Nachkommen
Heinrich II. war zweimal verheiratet.
1. ⚭ 1306 Gräfin Sophie von Beichlingen (* um 1288; † vor 1335), Tochter von Graf Heinrich I. von Beichlingen und Lohra (1252–1335) und Gräfin Oda von Honstein (1270-). Ihre Kinder waren
- Heinrich (* um 1313; †† nach 1335); ⚭ () N.N. von Orlamünde

- eine Tochter, urkundlich 1324, ⚭ () N.N. Berka von Duba

2. ⚭ vor 1335 Salome von Schlesien-Glogau (* um (1319); † nach 12. Juni 1359), Tochter von Herzog Heinrich IV. von Glogau (1292–1342) und Mechthild von Brandenburg (1296–1321). Ihre Kinder waren
- Mechtild (* um 1323 (?) in Plauen; † zw. 22. November 1340 und 2. November 1343); ⚭ Hermann VI., Herr von Schönburg-Crimmitschau, († 7. Juni 1382)

- Jutta (* um 1331 in Plauen; † nach 1344); ⚭ (26. August 1344 Dispens) Heinrich VI., Vogt von Gera, (* um 1332 in Gera; † nach 1344)

- Heinrich III., „der Ältere“ Reuß von Plauen (* um 1333 in Plauen; † vor 18. August 1368); ⚭ I:  Jutta von Hackeborn (* um 1343), Tochter von Albrecht VI. von Hackeborn (1302–1368) und Rixa von Schrapelau (1315–1348); ⚭ II: (vor 4. März 1355) Burggräfin Agnes von Leisnig zu Penig († nach 6. Dezember 1359) Tochter von Burggraf Otto I. von Leisnig (1306–1363) und Burggräfin Elisabeth von Altenburg (1325–1389)

- Heinrich IV., „der Mittlere“  Reuß von Plauen (* um 1335 in Plauen; † vor 1. Oktober 1370 in der Lombardei)

- Heinrich V., „der Jüngere“ Reuß von Plauen (* um 1337 in Plauen; †† zw. 13. Januar 1398 und 10. Mai 1398); ⚭ I: (vor 20. Dezember 1387) Dorothea von Gera, (* um 1337 in Gera; † vor 12. Februar 1410; ▭ in Cronschwitz), Witwe von Graf Heinrich von Truhendingen (1320–1380); ⚭ II:  Sophie von Gera (* um 1339 in Gera; † vor 12. Februar 1411); Dorothea und Sophie sind Töchter von Heinrich V. Vogt von Gera (1308–1377) und Gräfin Mechtild von Käfernburg (1302–1376)

- Heinrich (* um 1339; † jung)

- Magdalene (* um 1341 in Plauen); ⚭ (um 1365) Graf Günther XXII. von Schwarzburg (* um 1322 in Pinneberg; † 4. Juli 1382), Sohn von Graf Heinrich IX. von Schwarzburg (1290–1356) und Gräfin Helene von Holstein (1303–1341)

- Salome (* 1345/50; † nach 9. November 1400); ⚭ (nach 1358) Herzog Johann I. von Auschwitz (* 1308/10; † 1372), Sohn von Wladislaus von Teschen-Auschwitz (1275/80–1324) und Euphrosyne von Masowien (1292/94–1327)

- Dorothea, urkundlich 12. Juni 1359, Nonne im Kloster Cronschwitz

- Barbara, urkundlich 12. Juni 1359, Nonne im Kloster Cronschwitz